# نبردهای هیلو ۲
نبردهای هیلو ۲ (به انگلیسی: Halo Wars 2) یک بازی ویدئویی به سبک استراتژی هم‌زمان است که با همکاری دو شرکت ۳۴۳ اینداستریز و کریتیو اسمبلی توسعه یافته و به‌وسیلهٔ استودیو مایکروسافت در فوریه ۲۰۱۷، برای مایکروسافت ویندوز و ایکس‌باکس وان منتشر شده است. این بازی در دنیای علمی–تخیلی مجموعه بازی‌های هیلو، و در سال ۲۵۵۹ جریان دارد و دنباله‌ای بر بازی نبردهای هیلو محصول سال ۲۰۰۹ به‌شمار می‌رود.